# Major Lazer
Major Lazer (англ. — «Мейджор Лейзер») — ямайсько-американське тріо в жанрі електронної музики. Складається з музичного продюсера Diplo, а також діджеїв Jillionaire і Walshy Fire. Група заснована спільними зусиллями Diplo і Switch, але Switch покинув гурт у 2011 році. Їх музика охоплює численні жанри. 
Major Lazer випустили три студійні альбоми: Guns Do not Kill People... Lazers Do у 2009 році, Free the Universe у 2013 році, і Peace is the Mission у 2015 році. Вони також випустили EP, що має назву Apocalypse Soon у березні 2014 року. 

## Історія
Проект був створений Diplo спільно з діджеєм і продюсером Switch. Вони познайомилися під час роботи зі співачкою M.I.A. Дебютний альбом дуету Guns Do not Kill People... Lazers Do вийшов 16 червня 2009 року на Downtown Records. Він був записаний на ямайській студії Tuff Gong при участі таких вокалістів, як Santigold, Vybz Kartel, Ward 21, Busy Signal, Nina Sky, Amanda Blank, Mr. Vegas, Turbulence, T.O.K, а продюсувати диск допомогли Afrojack й Crookers. «Hold the Line» став першим синглом з альбому, а відеокліп був номінований на премію телеканалу MTV в категорії «Проривне відео».
20 червня 2010 року проєкт випустив мініальбом Lazers Never Die, в який увійшли дві нові пісні та три ремікси від Тома Йорка та інших.
Шляхи Diplo і Switch розійшлися у 2011 році. Diplo продовжив працювати над проєктом з іншими музичними виконавцями та продюсерами, в ньому також беруть участь продюсери Jillionaire і Walshy Fire.
В березні 2016 року на виступі Major Lazer в Гавані зібралося понад 450 000 людей.

## Дискографія

### Студійні альбоми
- Guns Don’t Kill People… Lazers Do (2009)
- Free the Universe (2013)
- Peace Is The Mission (2015)
- Lazerism (2020)

### Мініальбоми
- Lazers Never Die (2010)
- Apocalypse Soon (2014)
- Know No Better EP (2017)